# 摩羯座

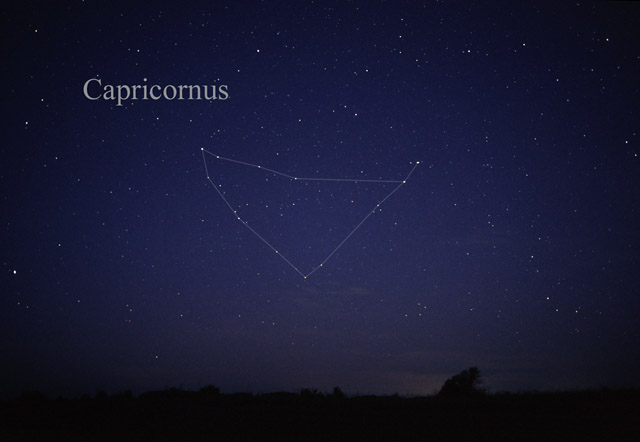
摩羯座，因為它可以用肉眼看到（帶星座線繪製）

摩羯座（英語：Capricorn，天文符号：♑），又叫魔羯座、山羊座，是黄道十二宮之一，星座日期12/22~1/19，面積約413.947平方度，約占全天面積的1.003%，在全天88个星座中，面積排行第四十位。摩羯座中亮于5.5等的恒星有31颗，最亮星为垒壁阵四（摩羯座δ），视星等为2.81。每年8月8日子夜摩羯座中心经过上中天。
摩羯座的“摩羯”一词来源于摩伽罗，即印度神话中的海兽，而身体和尾部呈鱼形，和希腊神话中Capricorn的形象吻合。

## 中国星官
中国古代传统中，摩羯座天区包括牛宿中的牛、羅堰、天田、女宿中的十二國及室宿中的壘壁陣。
- 牛（牛宿6）：摩羯座β¹（牛宿一）、摩羯座α²（牛宿二）、摩羯座ξ²（牛宿三）、摩羯座π（牛宿四）、摩羯座ο（牛宿五）、摩羯座ρ（牛宿六）。
- 羅堰（牛宿3）：摩羯座τ（羅堰一）、摩羯座υ（羅堰二）、摩羯座17（羅堰三）。
- 天田（牛宿4）：顯微鏡座3（天田一）、摩羯座ω（天田二）、摩羯座A（天田三）、摩羯座ψ（天田四）。
- 十二國（女宿16）：摩羯座η（周一）、摩羯座21（周二）、摩羯座θ（秦一）、摩羯座30（秦二）、摩羯座ι（代一）、摩羯座38（代二）、摩羯座26（趙一）、摩羯座27（趙二）、摩羯座19（越）、摩羯座χ（齊）、摩羯座φ（楚）、摩羯座20（鄭）、摩羯座33（魏）、摩羯座35（韓）、摩羯座36（晉）、摩羯座ζ（燕）。
- 壘壁陣（室宿12）：摩羯座κ（壘壁陣一）、摩羯座ε（壘壁陣二）、摩羯座γ（壘壁陣三）、摩羯座δ（壘壁陣四）、寶瓶座ι（英语：Iota Aquarii）（壘壁陣五）、寶瓶座σ 11（英语：Sigma Aquarii）（壘壁陣六）、寶瓶座λ（壘壁陣七）、寶瓶座φ（壘壁陣八）、雙魚座27（壘壁陣九）、雙魚座29（壘壁陣十）、雙魚座33（壘壁陣十一）、雙魚座30（壘壁陣十二）。

## 主要天體

### 星團、星雲和星系
摩羯座的位置是18世紀法國天文学家夏爾·梅西耶編纂的《梅西耶星表》所列天体之一。
- M30：距離太陽系約2万2800光年的球狀星團[2]。1764年由梅西耶發現[3]，這個古老的星團，據信於130億年前形成[4]該星團目前正經歷「核心坍縮(英語：core collapse)」的過程，星團一半的質量集中在一個半徑為8.7光年的球形區域內，相當於從太陽到天狼星的距離。[3]它也是「梅西耶馬拉松」中經常被忽視的天體，該活動旨在一夜之間觀察盡可能多的梅西耶天體。[3]
- 帕羅馬12：距離太陽系約6万3600光年的球狀星團[5]。1953年由羅伯特·喬治·哈靈頓和弗里茨·茨維基發現[5][6]。雖然是球狀星團，但其恆星數量極為稀疏，恆星集中度最低，等級為「XII」[6]。星團中恆星的顏色星等圖和化学組成表明，其與銀河系中大多數其他球狀星團相較年輕25-40%。[7]然而帕洛瑪12號形成的位置，以及它成為銀河系成員的原因一直是研究人員議論的話題。[7][8]。2000年提出的理論認為，帕洛瑪12於銀河系伴星系之一的人馬座矮橢圓星系中形成，然後因與銀河系的潮汐相互作用，在大約17億年前從人馬座矮橢圓星系中剝離，成為銀河系的天體。[8]

- 哈伯太空望遠鏡（HST）第二代廣域和行星照相機（WFPC2）攝影的球狀星團M30。
- 哈伯望遠鏡先進巡天照相機（ACS）攝影的球狀星團帕羅馬12。

## 特征

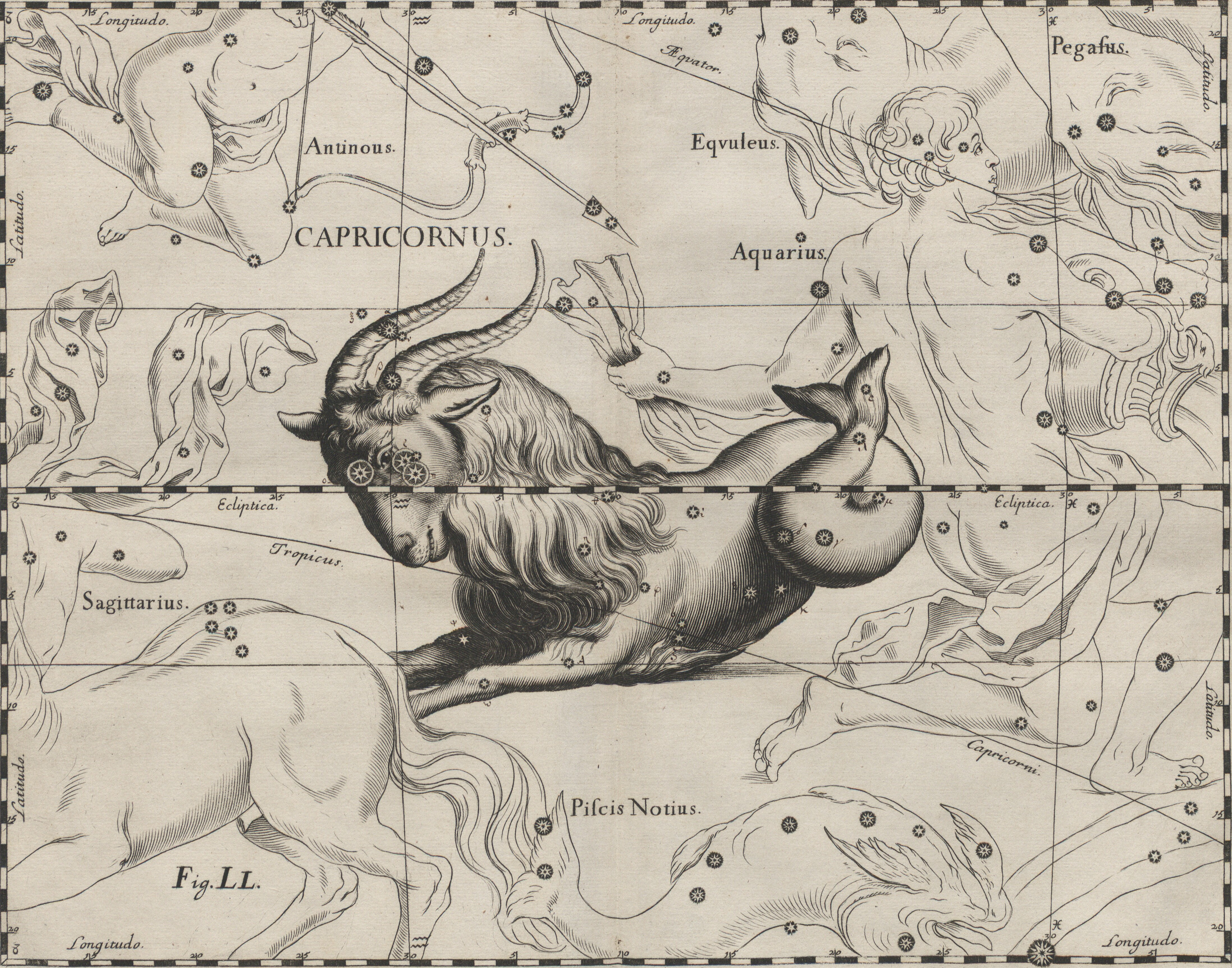
17世紀天文學家約翰·赫維留筆下的摩羯座

## 外部連結
- Capricornus （页面存档备份，存于）
- Star Tales – Capricornus （页面存档备份，存于）